# Nuno Gomes
Nuno Miguel Soares Pereira Ribero (Amarante, 5. srpnja 1976.), poznatiji kao Nuno Gomes, umirovljeni portugalski nogometaš.
Igrao je najduže za nogometni klub S.L. Benfica.